# Ludwig Binswanger
Ludwig Binswanger (Kreuzlingen, 13 april 1881 - aldaar, 5 februari 1966) was een Zwitsers psychiater.

## Biografie
Ludwig Binswanger was afkomstig uit een familie die goed was ingevoerd in de medische en psychiatrische traditie. Zijn grootvader, eveneens Ludwig genaamd, stichtte het Bellevue Sanatorium in Kreuzlingen in 1857. Zijn vader Robert was er directeur gedurende de tijd dat Bertha Pappenheim er werd verpleegd. Deze patiënte van Josef Breuer wordt beschreven als Anna O. in Studien über Hysterie (1895) van Breuer en Sigmund Freud. Ludwigs oom Otto Binswanger ontdekte een aan de ziekte van Alzheimer verwante aandoening die de ziekte van Binswanger wordt genoemd. Hij was een van de artsen van Friedrich Nietzsche.
Ludwig Binswanger zelf was medisch directeur in Kreuzlingen van 1910 tot 1956. Tot de bekende personen die bij hem enige tijd in behandeling waren, behoorden Alice von Battenberg, Vaslav Nijinsky, Gustaf Gründgens, Aby Warburg, Ernst Ludwig Kirchner en Annemarie Schwarzenbach. Als belangrijkste publicatie wordt algemeen zijn Grundformen und Erkenntnis menschlichen Daseins uit 1942 genoemd, een omvangrijk en uiterst erudiet werk.

## Hoofdwerken
- Einführung in die Probleme der allgemeinen Psychologie. Julius Springer, Berlin, 1922. 384 pag.
- Wandlungen in der Auffassung und Deutung des Traumes. Von den Griechen bis zur Gegenwart. Julius Springer, Berlin, 1928. 122 pag.
- Grundformen und Erkenntnis menschlichen Daseins. Ernst Reinhardt Verlag, München/Basel, 1942/1962³. 726 pag.
- Ausgewählte Werke in 4 Bänden. Roland Asanger, Heidelberg 1992–1994

1. Formen missglückten Daseins, red. Max Herzog, 1992. ISBN 3-89334-206-0
2. Grundformen und Erkenntnis menschlichen Daseins, red. Max Herzog en Hans-Jürg Braun, editie 1993. ISBN 3-89334-203-6 / ISBN 3-89334-207-9
3. Vorträge und Aufsätze, red. Max Herzog, 1994. ISBN 3-89334-204-4 / ISBN 3-89334-208-7
4. Der Mensch in der Psychiatrie, red. Alice Holzhey-Kunz, 1994. ISBN 3-89334-205-2 / ISBN 3-89334-209-5